# Hvalbugten
Hvalbugten (engelsk Bay of Whales) var en naturlig isbugt i Rossbarrieren, som blev brugt af Roald Amundsen som havn under hans sydpolekspedition 1910-1912.
Isbugten skabtes af Roosevelt Island, som ligger under isshelfen og bryder isens naturlige bevægelse. Bugten blev besøgt af Ernest Shackleton 24. januar 1908 og han navngav den efter de mange hvaler, som blev observeret i bugten.
Ishavnen blev også brugt som udgangspunkt for tre ekspeditioner ledet af Richard E. Byrd: fra 1928 til 1930, fra 1933 til 1935, og fra 1939 til 1941.
"USS Atka", United States Navy påviste i januar 1955, at havnen var blevet ubrugelig som et resultat af isbremmens kalving. Hele bugten forsvandt i 1987, da et 159 km langt isbjerg brækkede af.
78°30′S 164°18′V / 78.5°S 164.3°V